# Privolžsk
Privolžsk è una città della Russia europea centrale (oblast' di Ivanovo); appartiene amministrativamente al rajon Privolžskij, del quale è il capoluogo.

## Geografia fisica
Sorge nella parte settentrionale della oblast', sul fiume Šača (affluente del Volga), 51 chilometri a nordest del capoluogo Ivanovo.

## Storia
La città viene citata a partire dall'anno 1485 con il nome di Jakovlevskoe Bol'šoe, villaggio appartenente alla proprietà (votčina) di D. S. Peškov-Saburov; nel XVI secolo viene invece registrata come appartenente al monastero di Ipat'ev. Il villaggio, insieme con alcuni villaggi vicini, ebbe un certo sviluppo industriale a partire dal XVIII secolo. La fondazione della città di Privolžsk risale al 1938, quando il villaggio di Jakovlevskoe venne unito amministrativamente ad alcuni insediamenti industriali (Rogačëvo, Vasilëvo) che si erano nel frattempo sviluppati e ingranditi.